# Fritzi Burger

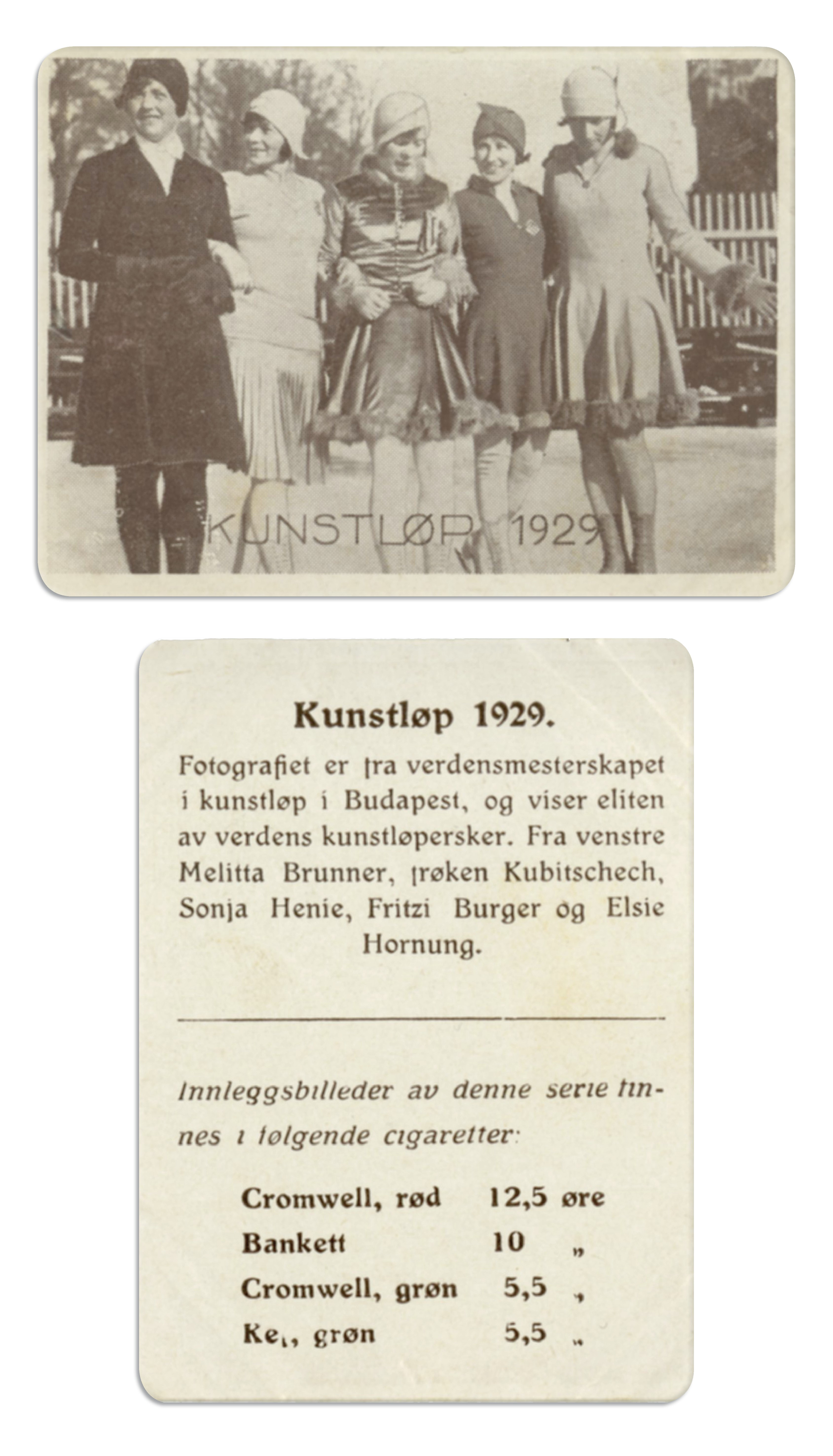
Da esquerda para direita: Melitta Brunner, Miss Kubitschech, Sonja Henie, Fritzi Burger e Elsie Hornung.

Friederike "Fritzi" Burger (Viena, Áustria, 6 de junho de 1910 – Viena, Áustria, 16 de fevereiro de 1999) foi uma patinadora artística austríaca. Ela conquistou duas medalhas de prata olímpicas em 1928 e 1932 e conquistou quatro medalhas em campeonatos mundiais.

## Principais resultados
| Resultados                                            | Resultados        | Resultados        | Resultados       | Resultados      | Resultados        | Resultados       | Resultados        | Resultados        | Resultados    | Resultados    | Resultados    | Resultados    |
| Internacional                                         | Internacional     | Internacional     | Internacional    | Internacional   | Internacional     | Internacional    | Internacional     | Internacional     | Internacional | Internacional | Internacional | Internacional |
| Evento/Temporada                                      | 1926– 1927        | 1927– 1928        | 1928– 1929       | 1929– 1930      | 1930– 1931        | 1931– 1932       | 1932– 1933        | 1933– 1934        |               |               |               |               |
| ----------------------------------------------------- | ----------------- | ----------------- | ---------------- | --------------- | ----------------- | ---------------- | ----------------- | ----------------- | ------------- | ------------- | ------------- | ------------- |
| Jogos Olímpicos                                       |                   | Medalha de prata  |                  |                 |                   | Medalha de prata |                   |                   |               |               |               |               |
| Campeonato Mundial                                    |                   | Medalha de bronze | Medalha de prata |                 | Medalha de bronze | Medalha de prata |                   |                   |               |               |               |               |
| Campeonato Europeu                                    |                   |                   |                  | Medalha de ouro | Medalha de prata  | Medalha de prata | Medalha de bronze |                   |               |               |               |               |
| Nacional                                              |                   |                   |                  |                 |                   |                  |                   |                   |               |               |               |               |
| Campeonato Austríaco                                  | Medalha de bronze | Medalha de ouro   | Medalha de ouro  | Medalha de ouro | Medalha de ouro   | Medalha de prata |                   | Medalha de bronze |               |               |               |               |
|                                                       |                   |                   |                  |                 |                   |                  |                   |                   |               |               |               |               |
| Legenda: Competição não foi disputada nesta temporada |                   |                   |                  |                 |                   |                  |                   |                   |               |               |               |               |